# Théâtre Ducourneau
Le théâtre Ducourneau est un théâtre public situé place du docteur-Esquirol, à Agen, dans le département de Lot-et-Garonne.

## Histoire

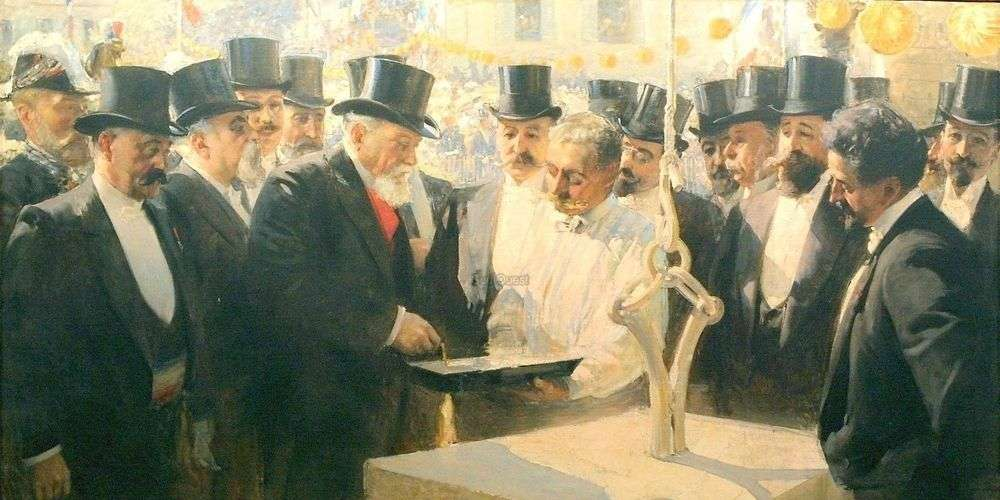
Pose de la première pierre par le président Fallière.

La pose de la première pierre a été effectuée symboliquement en 1906. Et en Septembre 1908, le Président de la République Armand Fallières assiste à la toute première représentation d'inauguration du théâtre.
Le théâtre a été inscrit au titre des monuments historiques en 1986.

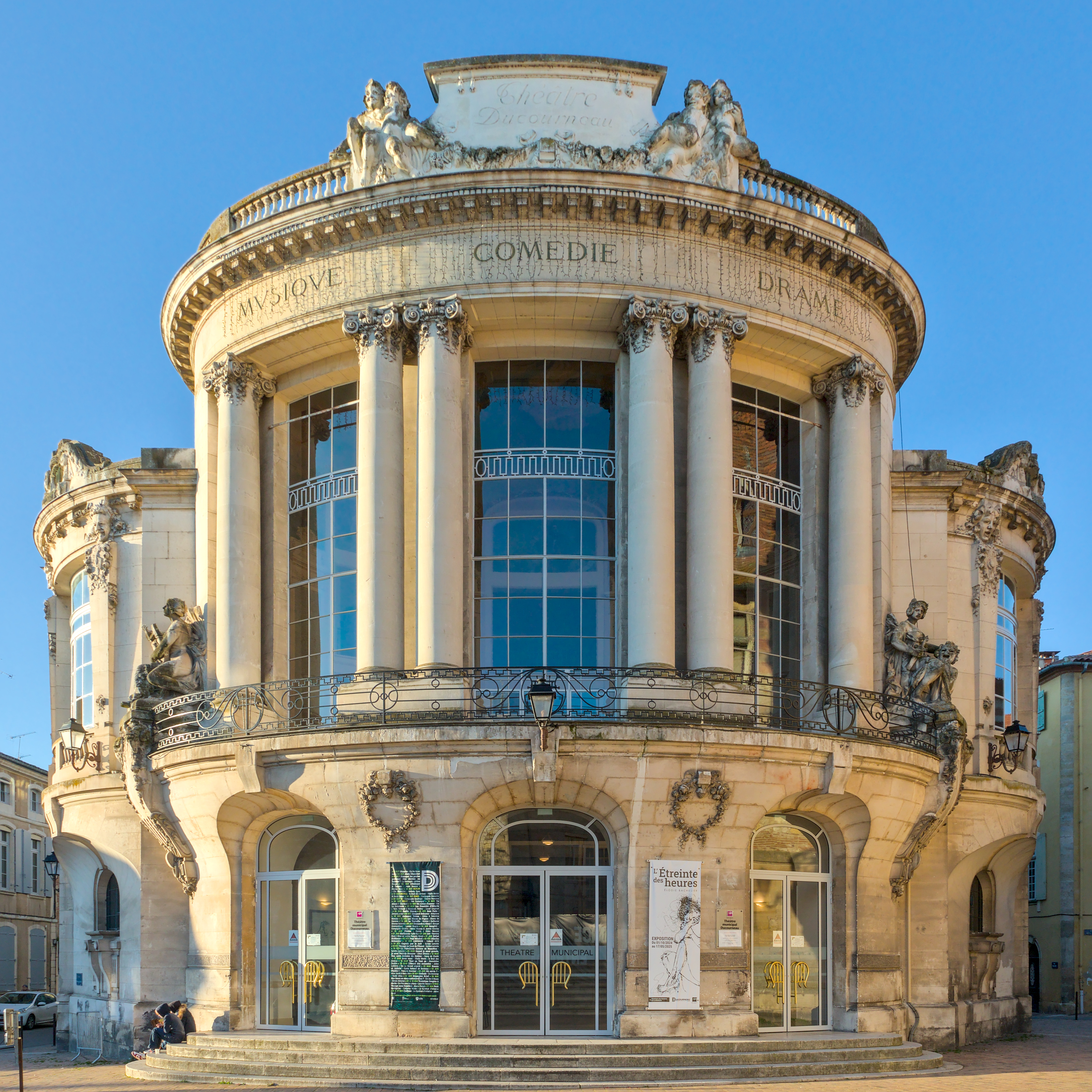
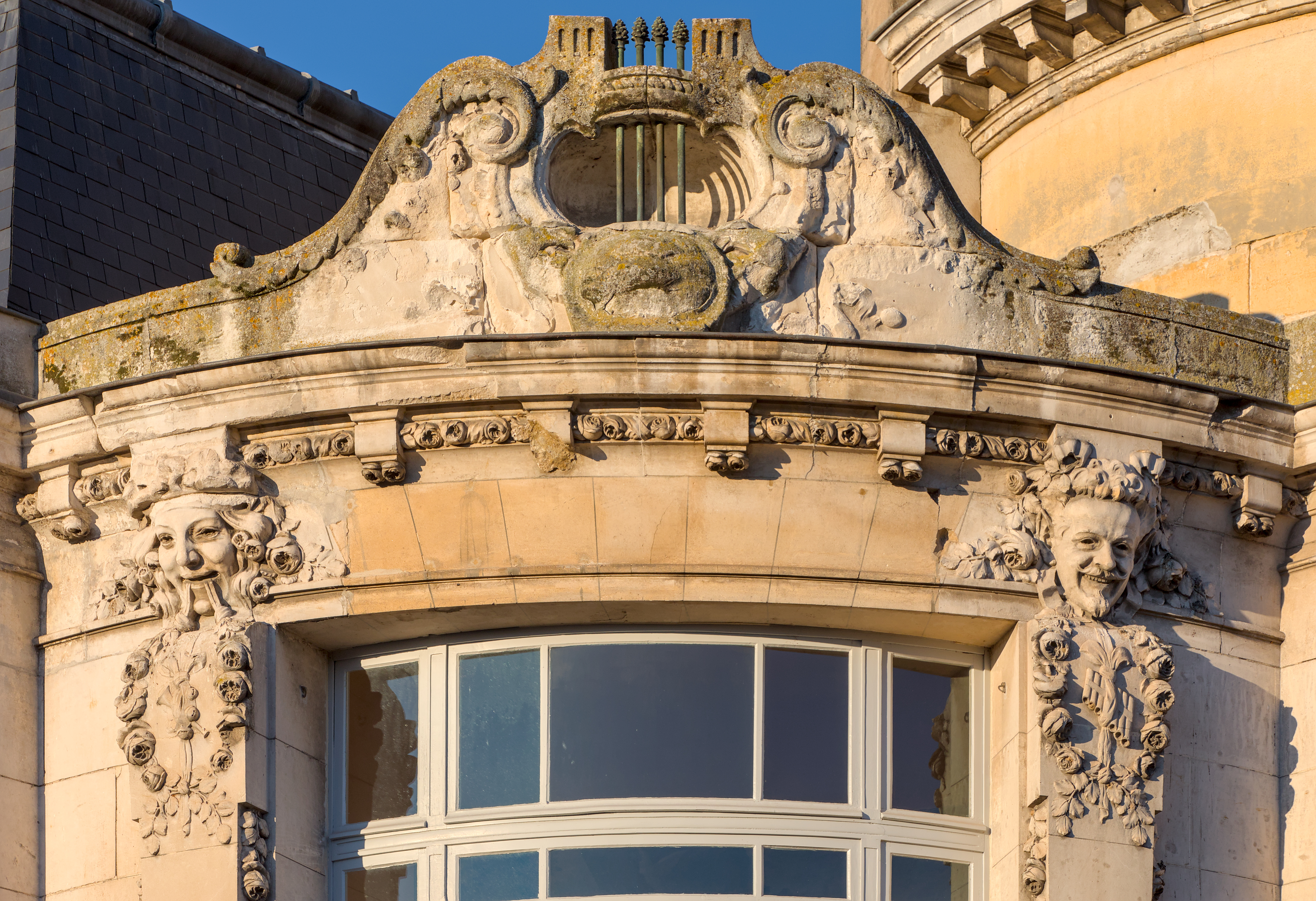